# چگونه گرینچ کریسمس را دزدید
دکتر سوس، چگونه گرینچ کریسمس را دزدید! (به انگلیسی: Dr. Seuss' How the Grinch Stole Christmas!) یک برنامه تلویزیونی مناسبتی پویانمایی شده است که توسط چاک جونز کارگردانی شده است. نام این فیلم با نام داستان کودکانه دکتر سوس یکسان است؛ همچنین داستان آن برگرفته از همان کتاب است که در آن گرینچ سعی دارد کریسمس را از هوزهای محله‌های شهر (که در دوبله فارسی انیمیشن چهل‌تپه یاد شده است) بگیرد. یک پویانمایی زیبا که کمتر از ۱ ساعت است از روی کتاب ساخته شد که از سال ۱۹۶۰ تا کنون بارها و بارها از تلویزیون در حال پخش است.

## خلاصه داستان
گرینچ (با صدای بوریس کارلوف) شخصیت اصلی فیلم است. او در غاری بالای شهر هوزها زندگی می‌کند. گرینچ یک شخصیت عبوس با قلبی دوبرابر بیش از حد کوچک است که ۵۳ سال است از کریسمس متنفر است و به دنبال راهی برای دزدیدن آن است. شب کریسمس، او فکر کرد که می‌تواند کریسمس را که در حال آمدن به محله‌های شهر هوزها است، بدزدد. وقتی او سگش مکس را با سر و صورت برفی که شبیه ریش شده است می‌بیند، می‌پندارد که بهتر است خود را شبیه بابا نوئل کند و کریسمس را برباید…